# إد والش (لاعب هوكي جليد)
إد والش (بالإنجليزية: Ed Walsh)‏ هو لاعب هوكي جليد أمريكي، ولد في 18 أغسطس 1951 في سومرفيل في الولايات المتحدة.

## وصلات خارجية
- إد والش على موقع EliteProspects.com (الإنجليزية)
- إد والش على موقع HockeyDB.com (الإنجليزية)